# Anthidium edwini
Anthidium edwini är en biart som beskrevs av Ruiz 1935. Anthidium edwini ingår i släktet ullbin, och familjen buksamlarbin. Inga underarter finns listade i Catalogue of Life.